# Gitobe
Gitobe es una comuna de la provincia de Kirundo en Burundi. En agosto de 2008 tenía una población censada de 57 326 habitantes.
Se encuentra ubicada al noreste del país, junto a los lagos Cohoha y Rweru, y cerca de la frontera con Ruanda. 